# Nicolaas II van Troppau
Nicolaas II van Troppau (circa 1288 - 8 december 1365) was van 1318 tot 1365 hertog van Troppau (Opava) en van 1337 tot 1365 hertog van Ratibor. Ook was hij van 1350 tot 1365 burggraaf van Glatz en kamerheer van het koninkrijk Bohemen.

## Levensloop
Nicolaas II was een lid van de Troppau-tak van het huis Přemysliden. Zijn vader was hertog Nicolaas I van Troppau, een buitenechtelijke zoon van koning Ottokar II van Bohemen en sinds 1269 hertog van Troppau. Zijn moeder was dan weer Adelheid van Habsburg, een nicht van Rooms-Duits koning Rudolf I van Habsburg. 
Nicolaas II was een trouwe bondgenoot van koning Jan van Bohemen. In 1318 kreeg Nicolaas het hertogdom Troppau in leen toegewezen van Jan van Bohemen. Tijdens zijn bewind zou Nicolaas van Troppau een onafhankelijk hertogdom maken. Zo verhuisde hij de hertogelijke residentie van Grätz naar de stad Troppau. 
Hij was gehuwd met Anna van Ratibor, de enige zus van hertog Leszek van Ratibor. Toen zijn schoonbroer in 1336 kinderloos kwam te overlijden, ging diens hertogdom automatisch terug naar de Boheemse kroon. Vervolgens schonk koning Jan van Bohemen het hertogdom Ratibor in 1337 aan Nicolaas II. Met zowel een machtbasis in Troppau als Ratibor werd Nicolaas een van de machtigste vorsten in het oppergebied van de Oder. Het hertogdom Ratibor kwam hierdoor onder de heerschappij van een buitenlandse vorst en op deze manier werd het hertogdom Troppau op politiek vlak naar Silezië gericht. Ook de hertogen van Opole claimden echter het hertogdom Ratibor. Koning Jan van Bohemen loste dit op door de Moravische stad Neustadt aan de hertogen van Opole af te staan.
Nicolaas II was vanaf circa 1350 ook burggraaf van Glatz. In 1355 moest hij wel de steden Cosel en Gleiwitz aan de hertogen van Opole afstaan. Tien jaar later, in 1365, stierf hij.

## Huwelijken en nakomelingen
Rond het jaar 1318 huwde hij met Anna van Ratibor (overleden rond 1340), dochter van hertog Przemysław van Ratibor. Ze kregen volgende kinderen:
- Jan I (circa 1322 - circa 1380/1382), hertog van Troppau en Ratibor
- Euphemia (overleden in 1352), huwde in 1335 met hertog Ziemovit III van Mazovië
- Elisabeth (overleden in 1386), zuster in het klooster van Ratibor
- Agnes (overleden in 1404), zuster in het klooster van Ratibor
- Anna (overleden in 1361), huwde in 1346 met graaf Burchard van Hardegg en Retz, burggraaf van Maagdenburg
- Margaretha (circa 1330 - 1363), huwde in 1349 met markgraaf Jan Hendrik van Moravië

Na de dood van Anna hertrouwde Nicolaas II in 1342 met Hedwig (overleden rond 1359), dochter van hertog Koenraad I van Oels. Ze kregen een zoon:
- Nicolaas III (circa 1339 - 1394), hertog van Leobschütz

In 1360 huwde Nicolaas met zijn derde vrouw Jutta (overleden na 1378), dochter van hertog Bolko II van Opole. Ze kregen volgende kinderen:
- Anna (overleden in 1398), huwde in 1379 met graaf Peter Holický van Šternberk
- Wenceslaus I (circa 1361 - 1381), hertog van Troppau
- Przemko (circa 1365 - 1433), hertog van Troppau en Leobschütz